# Wixon Valley
Wixon Valley – miasto w Stanach Zjednoczonych, w stanie Teksas, w hrabstwie Brazos.